# Bernard Shaw
Bernard Shaw (Chicago, 22 de maio de 1940 – Washington, D.C., 7 de setembro de 2022) foi um jornalista norte-americano, apresentador de notícias da televisão a cabo CNN de 1980 até sua aposentadoria em 2001.
Ex-integrante do Corpo de Fuzileiros Navais dos Estados Unidos e formado pela Universidade de Illinois, Shaw ficou conhecido internacionalmente por seu trabalho, junto com os jornalistas Peter Arnett e John Holliman, de transmissão do início da Guerra do Golfo, em 1991, direto do Hotel Al-Rashid, no centro de Bagdá, quando os bombardeios das forças de coalizão ao Iraque foram transmitidos ao vivo pela CNN para todo o mundo e Shaw narrava os ataques de mísseis cruzando os céus, protegido embaixo de uma mesa no quarto do hotel.
Aposentou-se da CNN em 28 de fevereiro de 2001 para escrever livros sobre fatos da sua carreira, voltando apenas ocasionalmente a participar de programas da emissora.
Shaw morreu em 7 de setembro de 2022, aos 82 anos de idade em Washington, D.C. de pneumonia.